# Polyrhachis beccarii
Polyrhachis beccarii är en myrart som beskrevs av Mayr 1872. Polyrhachis beccarii ingår i släktet Polyrhachis och familjen myror. Inga underarter finns listade i Catalogue of Life.